# Caldercruix
Caldercruix är en ort i Storbritannien.   Den ligger i kommunen North Lanarkshire och riksdelen Skottland, i den centrala delen av landet, 500 km nordväst om huvudstaden London. Caldercruix ligger 190 meter över havet och antalet invånare är 1 980.
Terrängen runt Caldercruix är platt. Runt Caldercruix är det ganska tätbefolkat, med 90 invånare per kvadratkilometer. Närmaste större samhälle är Airdrie, 6,4 km väster om Caldercruix. Trakten runt Caldercruix består i huvudsak av gräsmarker.